# Hanmanhalli, Sedam
Hanmanhalli là một làng thuộc tehsil Sedam, huyện Gulbarga, bang Karnataka, Ấn Độ.